# Waschhaus Bourg (Gironde)

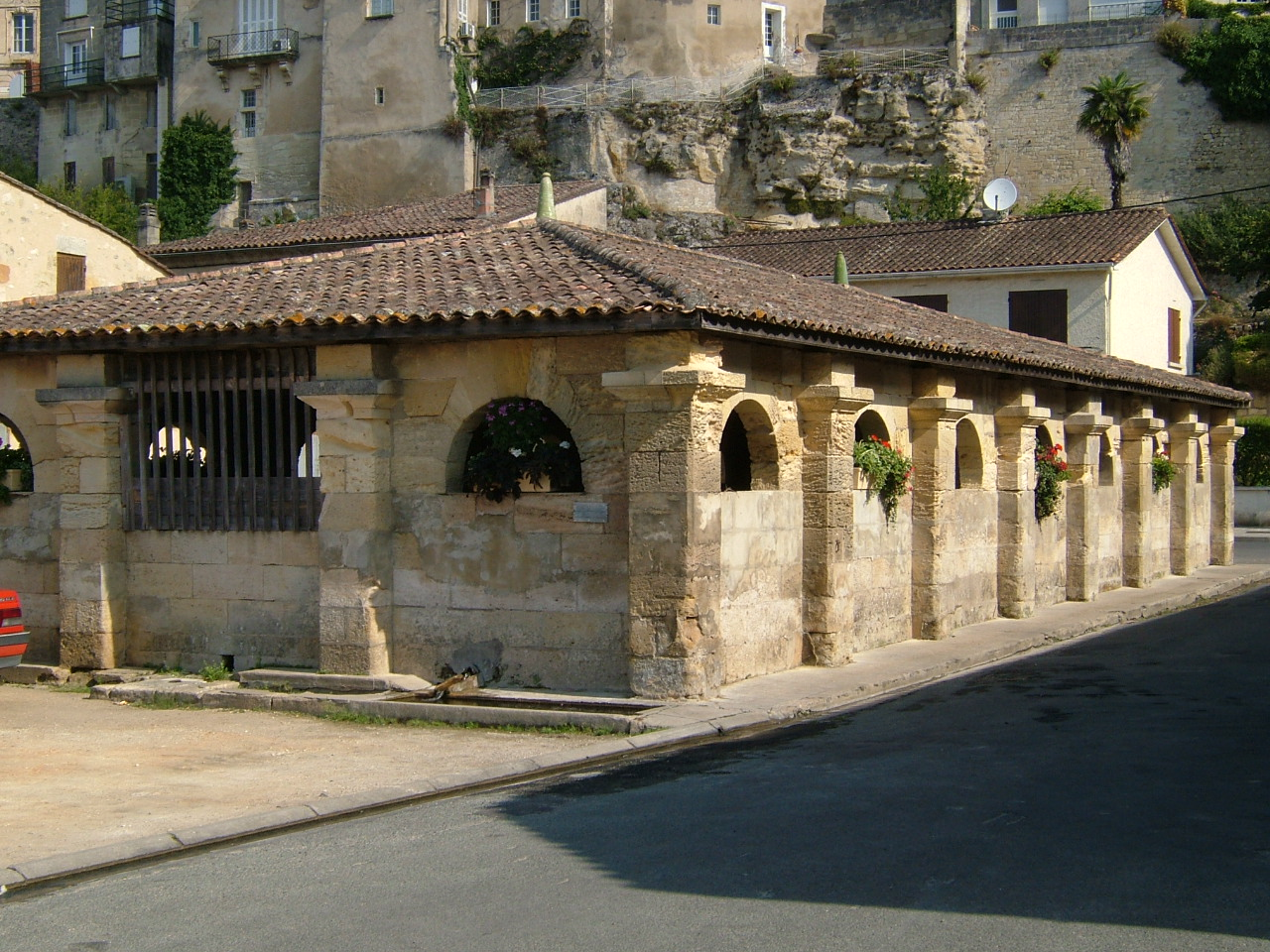
Waschhaus in Bourg

Das Waschhaus (französisch lavoir) in Bourg, einer französischen Gemeinde im Département Gironde in der Region Nouvelle-Aquitaine, wurde 1868 errichtet. Das öffentliche Waschhaus an der Rue du Chenal wurde noch bis in die 1990er Jahre genutzt.
Das rechteckige Bauwerk aus Sandsteinmauerwerk wird an allen Seiten durch Pfeiler gegliedert, auf denen die Holzkonstruktion des Walmdachs aufliegt. Zwei Zugänge befinden sich an den Schmalseiten. Halbkreisförmige Fenster an allen vier Seiten ermöglichen den Waschfrauen die Arbeit bei Tageslicht. 